# The Early Years (1996–2001)
The Early Years — сборник песен Skillet с 1996 год по 2001, выпущенный в 2010 году.

## Список композиций
| №                   | Название                                                           | Автор(ы)                                              | Длительность |
| ------------------- | ------------------------------------------------------------------ | ----------------------------------------------------- | ------------ |
| 1.                  | «Best Kept Secret» (из альбома Invincible)                         | Джон Купер, Кори Купер, Кевин Хааланд, Трей Макларкин | 3:55         |
| 2.                  | «Gasoline» (из альбома Skillet)                                    | Джон Купер, Трей Макларкин, Кен Стюартс               | 4:02         |
| 3.                  | «Locked In A Cage» (из альбома Hey You, I Love Your Soul)          | Джон Купер, Трей Макларкин, Кен Стюартс               | 3:53         |
| 4.                  | «Saturn» (из альбома Skillet)                                      | Джон Купер, Макларкин, Кен Стюартс                    | 5:07         |
| 5.                  | «I Can» (из альбома Skillet)                                       | Джон Купер, Макларкин, Кен Стюартс                    | 4:17         |
| 6.                  | «You're Powerful» (из альбома Invincible)                          | Джон Купер, Кори Купер, Кевин Хааланд, Трей Макларкин | 3:28         |
| 7.                  | «More Faithful» (из альбома Hey You, I Love Your Soul)             | Джон Купер, Трей Макларкин, Кен Стюартс               | 3:41         |
| 8.                  | «You Are My Hope» (из альбома Alien Youth)                         | Джон Купер, Кори Купер, Лори Питерс, Кевин Хааланд    | 4:15         |
| 9.                  | «Alien Youth» (из альбома Alien Youth)                             | Джон Купер, Кори Купер, Лори Питерс, Кевин Хааланд    | 4:12         |
| 10.                 | «Invincible» (из альбома Invincible)                               | Джон Купер, Кори Купер, Кевин Хааланд, Трей Макларкин | 3:52         |
| 11.                 | «Hey You, I Love Your Soul» (из альбома Hey You, I Love Your Soul) | Джон Купер, Трей Макларкин, Кен Стюартс               | 2:58         |
| 12.                 | «Rest» (из альбома Invincible)                                     | Джон Купер, Кори Купер, Кевин Хааланд, Трей Макларкин | 3:48         |
| 13.                 | «The Thirst Is Taking Over» (из альбома Alien Youth)               | Джон Купер, Кори Купер, Лори Питерс, Кевин Хааланд    | 6:31         |
| Общая длительность: | Общая длительность:                                                | Общая длительность:                                   | 54:09        |

### Видеоклипы
| №                   | Название                   | Автор(ы)                                              | Длительность |
| ------------------- | -------------------------- | ----------------------------------------------------- | ------------ |
| 1.                  | «Best Kept Secret» (Видео) | Джон Купер, Кори Купер, Кевин Хааланд, Трей Макларкин | 3:54         |
| 2.                  | «Gasoline» (Видео)         | Джон Купер, Трей Макларкин, Кен Стюартс               | 4:00         |
| Общая длительность: | Общая длительность:        | Общая длительность:                                   | 1:01:53      |

## Участники группы
- Джон Купер — вокал, бас-гитара
- Кен Стеортс — гитара (треки 2-5, 7, 11)
- Кевин Хааланд — гитара (треки 1, 6, 10, 12)
- Бен Касика — гитара (треки 8, 9, 13)
- Кори Купер — ритм-гитара, клавишные, бэк-вокал (треки 1, 6, 8-10, 12, 13)
- Трэй МакКларкин — барабаны (треки 2-5, 7, 11)
- Лори Петерс — барабаны (треки 8, 9, 13)

## Музыкальные видео
Были засняты видеоклипы на следующие песни:
- Gasoline
- Saturn
- I Can
- More Faithful
- Best Kept Secret
- Alien Youth